# Иванов, Анатолий Васильевич (ударник)
Анато́лий Васи́льевич Ивано́в (26 июня 1934, Ленинград — 2 апреля 2012,  Вена) — российский солист-литаврист и композитор. Народный артист Российской Федерации (1997). Президент Российской Ассоциации исполнителей на ударных инструментах, член Международной Ассоциации ударников, дирижёр, член Российского авторского общества. Преподавал в Ленинградской консерватории.

## Биография
Получил музыкальное образование в Ленинграде:
- Музыкальная школа при Ленинградской консерватории по двум специальностям (фортепиано и ударные инструменты).
- В 1957 г. закончил Ленинградской консерватории класс A. И. Соболева и B. Е. Осадчука[2][3]
- С 1952 г. работал в оркестрах: русском народном оркестре, джаз-оркестре.
- С 1964 г. работал солистом-литавристом в ЗКР Академическом симфоническом оркестре Ленинградской филармонии имени Д. Д. Шостаковича под управлением Евгения Мравинского и Юрия Темирканова, где являлся концертмейстером группы ударных инструментов.
- С 1960-х гг. Иванов разрабатывает программу организации ансамбля ударных инструментов, ему принадлежит методическая работа «Играйте в ансамбле ударных инструментов!» (1996).
- В 1989 г. Иванов организовал ансамбль «Виват, ударные!» из своих студентов Петербургской консерватории, активно концертировавший в 1990-е гг. с сочинениями самого Иванова и обработками классической музыки[4].
- В 1991 г. ансамбль стал лауреатом Международного конкурса в Нидерландах.
- Он умер 2 апреля 2012 года в Вене. 12 апреля 2016 года в Мариинском театре состоялся мемориальный концерт[5].

## Труды
Среди произведений Иванова — пьесы для русского народного оркестра, джаз-оркестра, ансамбля ударных инструментов, для вибрафона, ксилофона, челесты, флейта, фортепиано с оркестром, литавр, ансамбля туб, семь пьес для литавр и фортепиано и др. Иванову принадлежит транскрипция «Детского альбома» П. И. Чайковского для ансамбля ударных инструментов (1995).
В 2004 году вышла в свет книга Иванова «Взгляд из Оркестра» (о работе с Евгением Мравинским) ISBN 5-9268-0295-4.
Среди учеников Иванова — заслуженные артисты России Андрей Хотин и Александр Михайлов.

## Фильмография
- 1962 — Экспромт для вибрафона и ансамбля — Режиссёр Никита Курихин
- 1964 — Весеннее настроение — Режиссёр Виктор Окунцов[10]
- 1964 — Новогодняя сказка — Режиссёр Никита Курихин